# مهندس تعمیرات و نگهداری هواپیما
مهندس نگهداری و تعمیر هواپیما (انگلیسی: Aircraft Maintenance Engineer کوته نوشت: AME) که به نام مهندس دارای گواهی نگهداری و تعمیر هواپیما (LAME یا L-AME) نیز شناخته می‌شود فردی است که عملیات تعمیر و نگهداری هواپیما را انجام داده یا تایید می‌کند. این تاییدیه در تمام دنیا مورد پذیرش است و توسط سازمان بین‌المللی هواپیمایی کشوری (ایکائو) به رسمیت شناخته می‌شود. اداره هوانوردی فدرال آمریکا مجوزهای صادره از سوی بیشتر کشورها را به عنوان متخصص تعمیرات و نگهداری (انگلیسی: Aircraft Maintenance Technician کوته نوشت: AMT) "هوانوردی" (Aviation) به جای "هواپیما" (Aircraft) به رسمیت می‌شناسد.
فهرست کشورهایی که گواهی بین‌المللی مهندس نگهداری و تعمیر هواپیما را به رسمیت می‌شناسند شامل استرالیا، بنگلادش، کانادا، هند، نیوزیلند، بریتانیا و بیشتر کشورهای آسیا می‌شود.
در آمریکا به معادل مهندس نگهداری و تعمیر هواپیما، تکنسین تعمیرات و نگهداری هواپیما (AMT) یا بدنه و پیشرانه هواپیما (A&P) گفته می‌شود.
تا پیش از سال ۱۹۹۸ گواهی نوع ۱ و ۲ مهندسی نگهداری و تعمیر هواپیما به صورت جدا از هم صادر می‌شدند. در این سال ایکائو این دو نوع گواهی را در یکدیگر ادغام کرد.
در سال ۲۰۰۵ با انجام تغییرات و بازنگری در گواهی‌های مهندس نگهداری و تعمیر هواپیما در آمریکا و متخصص تعمیرات و نگهداری بدنه و موتور هواپیما در کانادا، توافق امنیت هوانوردی دوطرفه بین دو کشور امضا شد.

## استرالیا و نیوزیلند
در استرالیا و نیوزیلند، دارنده گواهی عمومی مهندسی نگهداری و تعمیر هواپیما می‌تواند امور مربوط به نگهداری را انجام دهد در حالیکه برای بازرسی عملیات، گواهی جداگانه‌ای به نام "مهندس تایید شده نگهداری و تعمیر هواپیما" یا "گواهی مهندس نگهداری و تعمیر هواپیما بدون رتبه‌بندی" نیاز است.

## بریتانیا
سیستم بریتانیا، تاییدیه‌های مخصوص بر اساس نوع هواپیما، جداسازی‌های مخصوص برای سطح‌بندی و زمینه کاری شامل نگهداری و تعمیر خط، اورهال و نگهداری و تعمیر در پایگاه را تعریف می‌کند.